# Colla micacea
Colla micacea är en fjärilsart som beskrevs av Walk 1865. Colla micacea ingår i släktet Colla och familjen silkesspinnare. Inga underarter finns listade i Catalogue of Life.